# Bolvadin (stad)
Bolvadin is een Turkse stad in het gelijknamige district Bolvadin. De stad en het district behoren tot de provincie Afyonkarahisar. Het is na de provinciehoofdstad Afyon de grootste stad in de provincie. De stad ligt op een hoogte van 1016 meter, op een vruchtbaar plateau tussen de bergketens van Sultandağ en Emirdağ. De pas tussen deze ketens maakt dat dit een strategische ligging is, wat een grote invloed op de geschiedenis van de stad heeft.
De stad is al eeuwen oud en was in de Romeinse tijd bekend als Polybotum. Nadien werd de stad ingenomen door de Seltsjoeken en werd het een strategisch bolwerk in het Ottomaanse Rijk. Tijdens de door de Turken zo genoemde Turkse Onafhankelijkheidsoorlog bleef Bolvadin tot 1922 in handen van Griekse troepen.
Op het plateau was en is er opiumteelt. In Bolvadin is een farmaceutische fabriek waar met de opiumpapaver morfine wordt geproduceerd. Maar er is ook graan- en fruitteelt. De bergwanden zijn bebost, het klimaat is zeer warm in de zomer en koud genoeg in de winter voor sneeuw. Het gebied is erg gevoelig voor aardschokken.
Bolvadin telt 31.352 inwoners. De dichtstbijgelegen stad is Çay. Bolvadin heeft veel historische gebouwen, voornamelijk moskeeën. Verder heeft Bolvadin een groot park genaamd Horan Parkı.